# Wasmannia
Wasmannia – rodzaj mrówek należący do podrodziny Myrmicinae, opisany przez A. Forela w 1893 r. Obejmuje 10 gatunków.

## Gatunki
- Wasmannia affinis  Santschi, 1929
- Wasmannia auropunctata  Roger, 1863
- Wasmannia iheringi  Forel, 1908
- Wasmannia lutzi  Forel, 1908
- Wasmannia rochai  Forel, 1912
- Wasmannia scrobifera  Kempf, 1961
- Wasmannia sigmoidea  Mayr, 1884
- Wasmannia sulcaticeps  Emery, 1894
- Wasmannia villosa  Emery, 1894
- Wasmannia williamsoni  Kusnezov, 1952